# Al-Zaazu'
Al-Zaazu'( tiếng Ả Rập: الزعزوع) là một ngôi làng ở phía bắc Syria, một phần hành chính của Raqqa, nằm ở phía bắc Raqqa. Theo Cục Thống kê Trung ương Syria (CBS), al-Zaazu 'có dân số 779 người trong cuộc điều tra dân số năm 2004.